# Хоуптон Овертон Браун
Хоуптон Овертон Браун (англ. Hopeton Overton Brown; нар. 18 квітня 1960, Кінгстон, Ямайка) — інженер звукозапису, музикант та продюсер. Працював у жанрі даб під псевдонімом Scientist. Ставленик Кінга Таббі, одного із засновників даба.

## Біографія
Перш ніж почати займатись музикою, Браун захоплювався електронікою. Його батько працював техніком на телебаченні і радіо і прищепив сину любов до звукооброблювальної апаратури. З часом Браун почав збирати власні підсилювачі і купувати трансформатори у студії Dromilly Road, що належала Кінгу Таббі. Мріючи про власну кар'єру в музиці, Хоуптон попросив Таббі дозволити йому міксувати треки. Спочатку його взяли як асистента. Браун виконував нескладні завдання у студії, а із середини 1970-х почав створювати даби перероблених треків Studio One для лейбла Don Mais's Roots Tradition. Перший хіт, над яким працював Браун, був «Collie Weed» Беррінгтона Леві.
Псевдонім Scientist походить від фрази, яку Кінг Таббі сказав Банні Лі, відомому ямайському продюсеру: «Чорт, цей хлопчик певно вчений» («Damn, this little boy must be a scientist»).
Наприкінці 1970-х Браун залишив студію Кінга Таббі, адже його найняли брати Ху Кім на канал One Studio Channel. Хоуптон став головним інженером і почав працювати на шістнадцятитрековому мікшерному столі, а не на чотирьохтрековому, як у Таббі.

## Популярність
Scientist став відомим на початку 1980-х. Його мікси стали частиною багатьох релізів першої половині десятиліття. Браун створив серію альбомів, які побачили світ під лейблом Greensleeves Records із заголовками, присвяченими вигаданим досягненням Scientist у боротьбі з космічними загарбниками, Pac-Man, вампірами та перемозі на Кубку світу. Музику в цих альбомах виконував Рутс Радікс, з яким Браун найчастіше співпрацював. Крім цього, Scientist був улюбленим звукорежисером Генрі «Джунджо» Лоуеса, для якого він міксував кілька альбомів за участю Рутса Радікса. Багато з них були створені на основі треків Баррінгтона Леві. Браун багато працював для Лінваля Томпсона та Джа Томаса. 1982 року він залишив One Studio Channel, щоб працювати в студії Tuff Gong другим звукорежисером Еррола Брауна.
З 1985 року Scientist працював звукорежисером у студіях звукозапису у Вашингтоні.
П'ять пісень Брауна з альбому Scientist Rids the World of the Evil Curse of the Vampires були використані як саундтрек до відеогри 2001 року Grand Theft Auto 3.

## Проблеми з авторським правом
Згідно інтерв'ю Scientist інтернет-журналу United Reggae, Greensleeves Records видавали альбоми без відома музиканта. Після цього лейбл Dub World розпочав безпосередню співпрацю з Scientist аби перевидати його найвідоміші роботи. 2016 року Greensleeves Records видалили псевдонім Scientist із своєї серії перевидань.

## Дискографія
- Introducing Scientist: The Best Dub Album in the World (1980)
- Allied Dub Selection (1980) — with Papa Tad's
- Heavyweight Dub Champion (1980)
- Big Showdown at King Tubby's (1980) — with Prince Jammy
- Scientist Meets the Space Invaders (1981)
- Scientist Rids the World of the Evil Curse of the Vampires (1981)
- Scientist Meets the Roots Radics (1981)
- Scientist in the Kingdom of Dub (1981)
- Scientific Dub (1981) Tad's
- Dub Landing Vol. 1 (1981)
- Yabby You & Michael Prophet Meet Scientist at the Dub Station (1981)
- First, Second and Third Generation (1981) — with King Tubby and Prince Jammy
- Dub War (1981)
- World at War (1981)
- Dub Landing Vol. 2 (1982) — with Prince Jammy
- High Priest of Dub (1982)
- Dub Duel (1982) — with Crucial Bunny
- Scientist Encounters Pac-Man (1982)
- Seducer Dub Wise (1982)
- Scientist Wins the World Cup (1983)
- Dub Duel at King Tubby's (1983) — The Professor
- Scientist & Jammy Strike Back (1983) — with Prince Jammy
- The People's Choice (1983)
- Crucial Cuts Vol. 1 (1984)
- Crucial Cuts Vol. 2 (1984)
- 1999 Dub (1984)
- King of Dub (1987)
- International Heroes Dub (1989)
- Tribute to King Tubby (1990)
- Freedom Fighters Dub (1995)
- Dub in the Roots Tradition (1996)
- Lee Perry Meets Scientist At The Black Heart Studio (1996)
- Repatriation Dub (1996)
- King Tubby Meets Scientist in a World of Dub (1996) — with King Tubby
- King Tubby's Meets Scientist at Dub Station (1996) — with King Tubby
- Dubbin With Horns (1995)
- Dub Science (1997)
- Dub Science, Dub For Daze, Volume 2 (1997)
- Scientist Meets the Crazy Mad Professor at Channel One Studio (1997)
- Respect Due (Joseph I Meets the Scientist in Tribute to Jackie Mittoo) (1999)
- Mach 1 Beyond Sound Barrier (1999)
- Scientist Dubs Culture Into a Parallel Universe (2000)
- All Hail the Dub Head (2001)
- Ras Portrait (2003)
- Pockets of Resistance (2003)
- Scientist Meets The Pocket (2003—2004)
- Nightshade Meets Scientist (2005) — featuring Wadi Gad
- Dub From the Ghetto (2006) (compilation)[4]